# Мулино (аэродром)
469 АК (Авиационная комендатура) (вертодром) — военный аэродром «Мулино» ВВС РФ в Нижегородской области.
В/ч 62632-Р, 4-го Государственного центра подготовки авиационного персонала и войсковых испытаний МО РФ
Аэродром построен в 1979 году, на базе полигона Гороховецкого УЦ в 5 километрах восточнее населённого пункта Мулино.

## Карточка аэродрома
Юридический адрес: 601460, Владимирская область, Гороховецкий район, город Гороховец.
Фактическая дислокация: 606083, Нижегородская область, Володарский район, посёлок Мулино.
- До 2002 года входила в состав армейской авиации сухопутных войск Московского военного округа.
- С 2002 по 2009 год входила в состав Командования специального назначения ВВС (сокр. КСпН), 16-ю воздушную армию ВВС и ПВО.
- До 2010 года — войсковая часть 31481.

В соответствии с приказом министра обороны Российской Федерации от 28.9.2009 № 1048 «Перечень управлений объединений, управлений соединений и воинских частей Военно-воздушных сил, созданных в форме Федеральных бюджетных учреждений и их филиалов», Федеральное бюджетное учреждение — войсковая часть 09436 (Управление 1 командования ВВС и ПВО) в/ч 31481 исключена из реестра.
В 2012 году завершён ремонт и реконструкция аэродрома.
Сертифицирован к осуществлению приёма и выпуска вертолётов следующих типов: Ми-2, Ми-4, Ми-6, Ми-8, Ми-24, Ми-35, Ми-26, Ми-28, Ка-27, Ка-50, Ка-52 и их модификаций.
Управление: Гороховецкий УЦ СВ, ОрВД ОВД.
Воздушный район полигона (Полигон ГУЦ) для проведения учений с применением средств авиационного вооружения: 32 км (по фронту) Х 65 км (в глубину).
Навигационная справка:
- GEO: 56°19’04"N, 43°01’57"E; Magnetic declination: +11.9°; H310/Х350; Deviation — N/A.
- ОПРС (БПРМ)-406"ПЫ" / 406"PY";
- VOR/DME — N/A;
- Светосигнальное оборудование: КНС-4У, ОМИ типа «Светлячок»;
- Взлётно-посадочная полоса укороченная, тип «Вертодром», 350 м, МКП 110/290, рулежная полоса 300 м;
- «Подход/ДПП»- 124.000 МГц «Кворум» — основной;
- «Круг/ДПСП» — 124.000 МГц «Кворум» — основной;
- «Посадка/ДПСП-КДП» — 124.000 МГц «Кворум» — основной;
- Аварийная основная: 121.500 МГц;
- Резервная аварийная частота: 129.000 МГц;
- Регулярная сводка погоды: согласно регламенту аэропорта Нижний Новгород;
- Покрытие ВПП: плиты ПАГ 18, ПАГ 14, бетон PCN 70/R/B/X/T.

При производстве массовых полётов частоты определяются отдельным приказом.
На площадке: большой и малый разлётные, 20+1 вертолётная стоянка.
Аэродром оборудован передвижными средствами заправки АТ, аэродромного электропитания, РТО, светосигнальным и осветительным оборудованием. Может оснащаться мобильными комплексами РСДН, РСБН и РСП.
Время работы наземных средств обеспечения полётов и РТО: День/Ночь, к/с, п/з.
Позывные резервных аэродромов:
- «Казачок» Аэропорт Нижний Новгород, ИКАО: УВГГ
- «Калитва» Аэродром Саваслейка, ИКАО: ЬУДЕ

Позывной дальней связи (тлф) «Репертуар» -> «Авиамаяк»

## Участие в проведении масштабных учений, лётных испытаний и особых видов подготовки
Расположение авиационной комендатуры на территории общевойскового полигона сделало его уникальной площадкой МВО, позволяющей отрабатывать ряд задач, возлагаемых в целом на армейскую авиацию:
— Огневая поддержка сухопутных войск;
— Нанесение ударов по силам и средствам противника, поражение его бронетанковой техники, подавление противотанковых средств;
— Ведение воздушной разведки;
— Повышение тактической мобильности общевойсковых соединений, частей и подразделений;
— Высадка тактических десантов и их эвакуации;
— Обеспечение управления и связи, РЭБ, минирование, эвакуация раненых;
— Отработка поисково-спасательных операций;
— Подавление войсковых средств ПВО.
В годы становления, на базе Аэродрома Мулино Гороховецкого УЦ проводились Государственные испытания перспективной авиационной техники. Так, в апреле 1986 года, на полигоне проводились совместные полеты вертолётов Ми-28 и В-80 (прототип Ка-50) по программе государственных испытаний. Высшему руководству Министерства Обороны СССР в соответствии с Постановлением ЦК КПСС и Совета Министров СССР предстояло определить судьбу двух образцов новейшей авиатехники.
Была поставлена задача — обнаружить на поле боя 25 целей. Ми-28 с двумя летчиками, идя на предельно малой высоте, 5-10 метров, отыскал все цели, не будучи обнаруженным, а значит, сбитым средствами ПВО, в то время как летчик Ка-50, летая значительно выше, сумел найти лишь две цели, при этом сам был обнаружен, едва взлетев. Кроме того, соосная схема Камова не отличалась высокой надежностью, оставаясь склонной к перехлестыванию лопастей при резком маневрировании или их повреждению в условиях боевых действий.
В январе 1991 года, после длительного перерыва, связанного с политической обстановкой в стране, к программе испытаний присоединился второй Ми-28А, собранный опытным производством ОКБ имени М. Л. Миля с учётом новых предъявляемых требований и ранее полученных замечаний. Испытания проведены успешно.
Выводы, сделанные по итогам Государственных испытаний, стали определяющими, в пользу Ми-28 «Ночной охотник». Позже это решение поддержали генерал-полковник Виталий Павлов и Генерал-майор Петр Казак. Вертолёты Ка-50 «Чёрная акула» впоследствии были сняты с серийного производства, а в сентябре 1993 года модернизированные вертолёты Ми-28А «дневной» и Ми-28Н и «ночной» впервые приняли участие в общевойсковых учениях на Гороховецком УЦ, блестяще продемонстрировав свои лётные и боевые качества. Серийное производство Ми-28 и его модификаций продолжается в наши дни.
Государственные испытания Ка-50 продолжились в Мулино (с перерывами) до августа 1993 года. Отработка замечаний, полученных от членов Государственной Комиссии потребовала глубокой модернизации и пересмотра концепции построения винтокрылой машины. В результате был разработан прототип двухместного боевого вертолёта В-80Ш2 (Ка-52 «Аллигатор»). Дальнейшие войсковые испытания проводились в 344-м Центре БП и ПЛС (Торжок). В августе 1995 года вертолёты под обозначением Ка-50 приняты на вооружение Российской Армии. 19 мая 2011 года первый Ка-52 из опытной партии завода «Прогресс» поступил на вооружение в строевую часть Армейской авиации (575 авиабаза АА — аэродром Черниговка).
Распад СССР, коррупция и бездарность нового руководства страны привёл к резкому снижению темпов производства авиационной техники. По состоянию на 2008 год армейская авиация России располагала лишь 12 вертолётами этого типа.
Армейские / Полковые учения, испытания, одиночные вылеты (ИТОГО)
| 2000  | 2001    | 2002    | 2003    | 2004    | 2005    | 2006    | 2007    | 2008    | 2009    | 2010    | 2011   | 2012   | 2013   | 2014   | 2015   |
| ----- | ------- | ------- | ------- | ------- | ------- | ------- | ------- | ------- | ------- | ------- | ------ | ------ | ------ | ------ | ------ |
| > 100 | ↗ > 100 | ↗ > 100 | ↗ > 200 | ↗ > 250 | ↗ > 250 | ↗ > 250 | ↗ > 250 | ↘ < 200 | ↘ < 150 | ↘ < 100 | ↘ < 50 | ↘ < 30 | ↘ < 30 | ↘ < 30 | ↘ < 20 |

За годы существования, аэродром стал своего рода конвейером, через который, в рамках проведения масштабных учений, лётных испытаний и особых видов подготовки прошли сотни заслуженных офицеров, летчиков, специалистов наземных служб, многие из которых отмечены высокими званиями и Государственными наградами.

## Катастрофы / Авиационные происшествия
- 15 апреля 1991 год. Катастрофа.

Во время проведения тренировочных полётов на ПМВ, произошло столкновение двух вертолётов Ми-8 и Ми-24 Тульского 490-го Отдельного Вертолётного Полка.
В утренней дымке, при отработке сценария захвата объекта двумя группами — группы захвата площадки (2хМи-8, 2хМи-24) и основной группы высадки десанта (8хМи-8 с прикрытием 4хМи-24), при взлете группы захвата, две пары Ми-8 и Ми-24 по команде Главного штурмана выполняют резкий отворот влево. Ведущие пар успевают увидеть друг друга в воздухе и расходятся, ведомые столкнулись. Погибло 6 человек:
— Экипаж Ми-8 — командир вертолёта Агафонов, штурман Авдеев, борттехник Полторыхин.
— Экипаж Ми-24 — командир вертолёта Кошелев Игорь, оператор Ляхов Александр, борттехник Фёдоров;
Точка столкновения — воздушный район полигона, курган «Церковный».
Предполагаемая причина — неправильная команда Главного штурмана.
В сентябре 2000 года на месте падения, группой под руководством командира 490 ОВП БиУ, полковника Сорокина Василия Константиновича, установлен памятник погибшим экипажам.
- 19 июня 2009 год. Авиационное происшествие.

Во время выполнения демонстрационного полета с применением средств авиационного вооружения, в режиме висения на малой высоте, произошло падение вертолёта Ми-28Н, № 43, 344-го Центра БП и ПЛС (Торжок). Экипаж жив. На земле жертв и разрушений нет. Борт эвакуирован на авиастроительный завод Компании «Роствертол» и к осени 2011 года полностью восстановлен.
Точка падения — воздушный район полигона, курган «Полковой».
Предполагаемая причина — отказ бортового оборудования.

## Фотогалерея

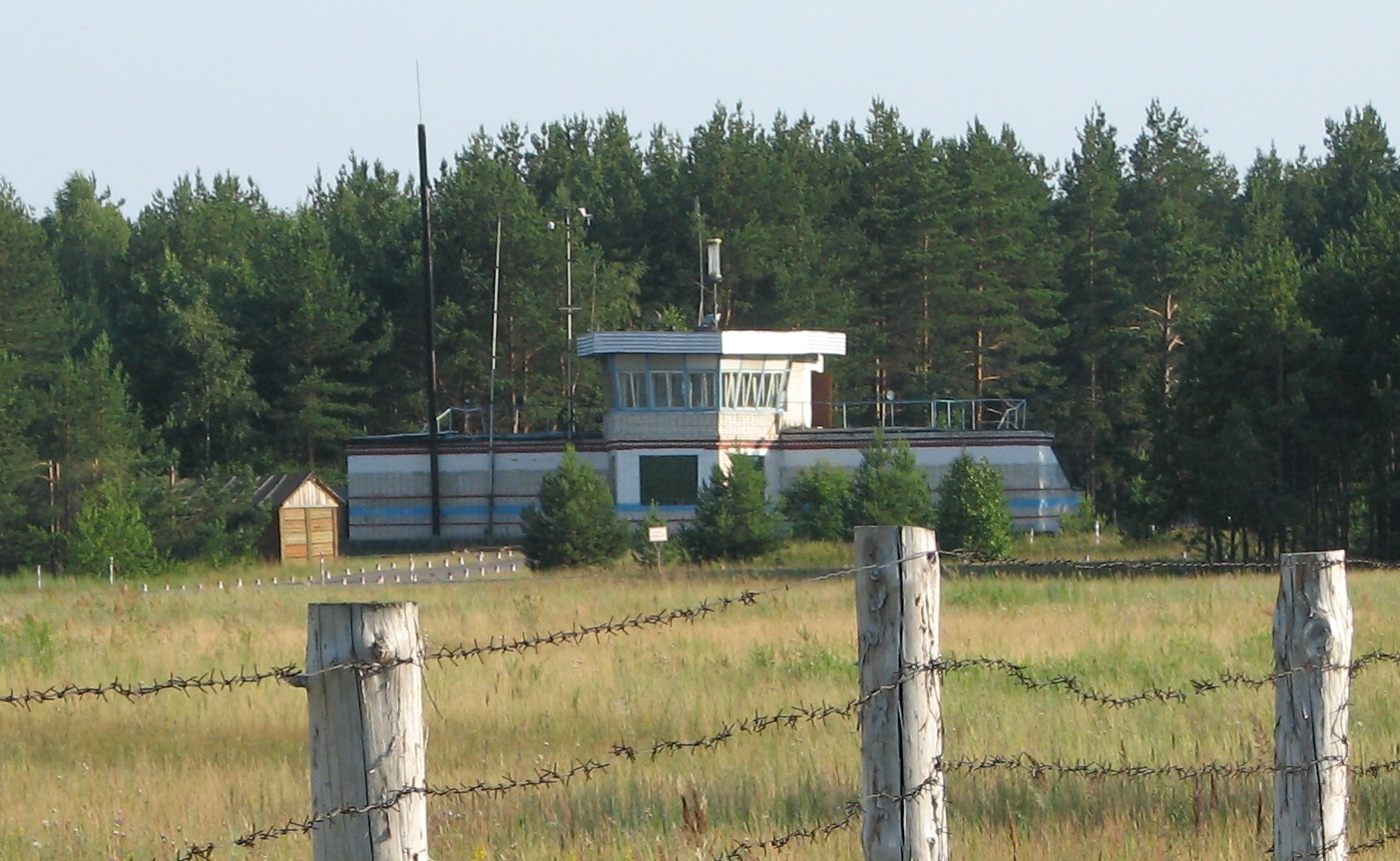
Командно- Диспетчерский Пункт
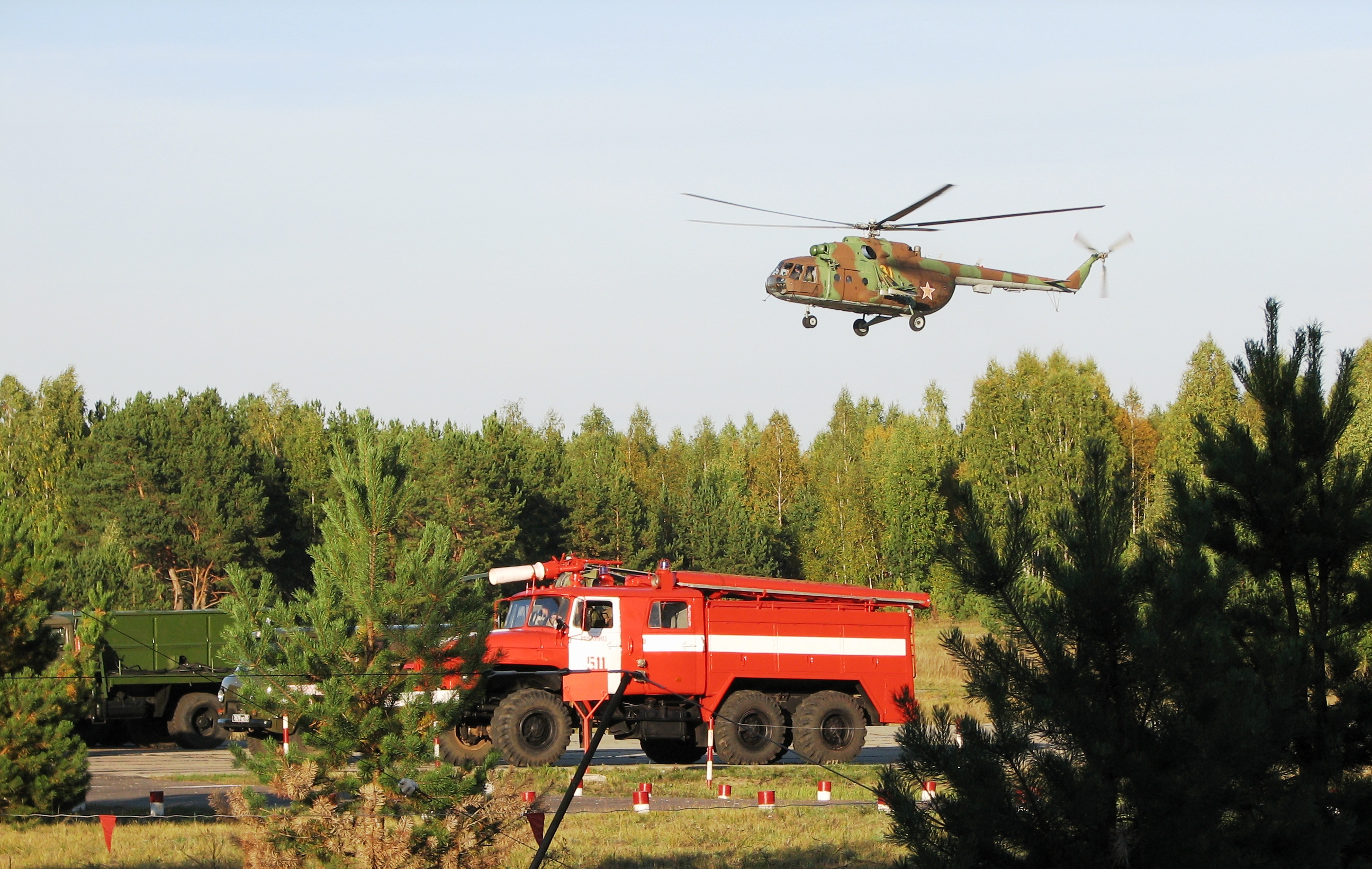
Посадка Ми-8
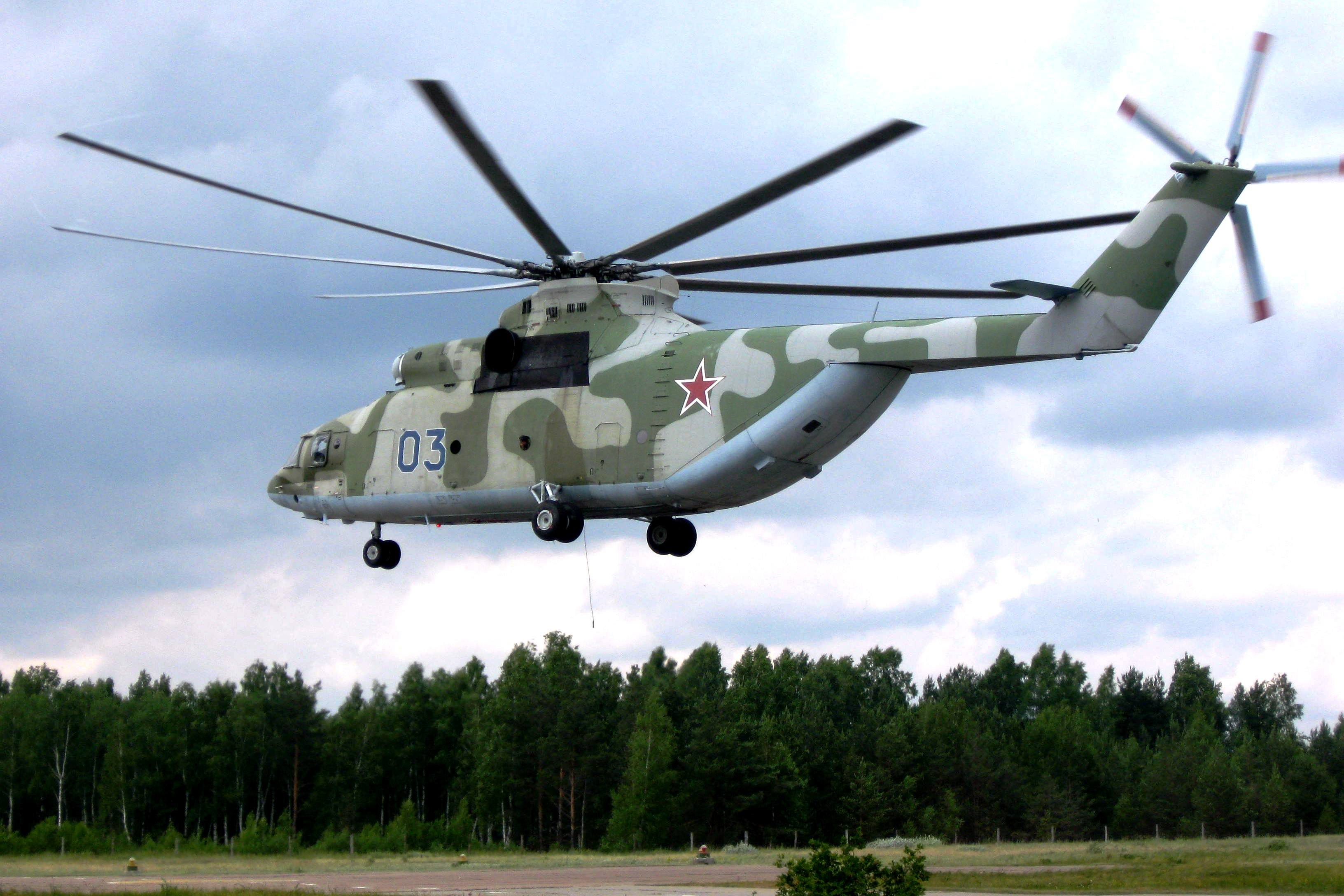
Работа Ми-26
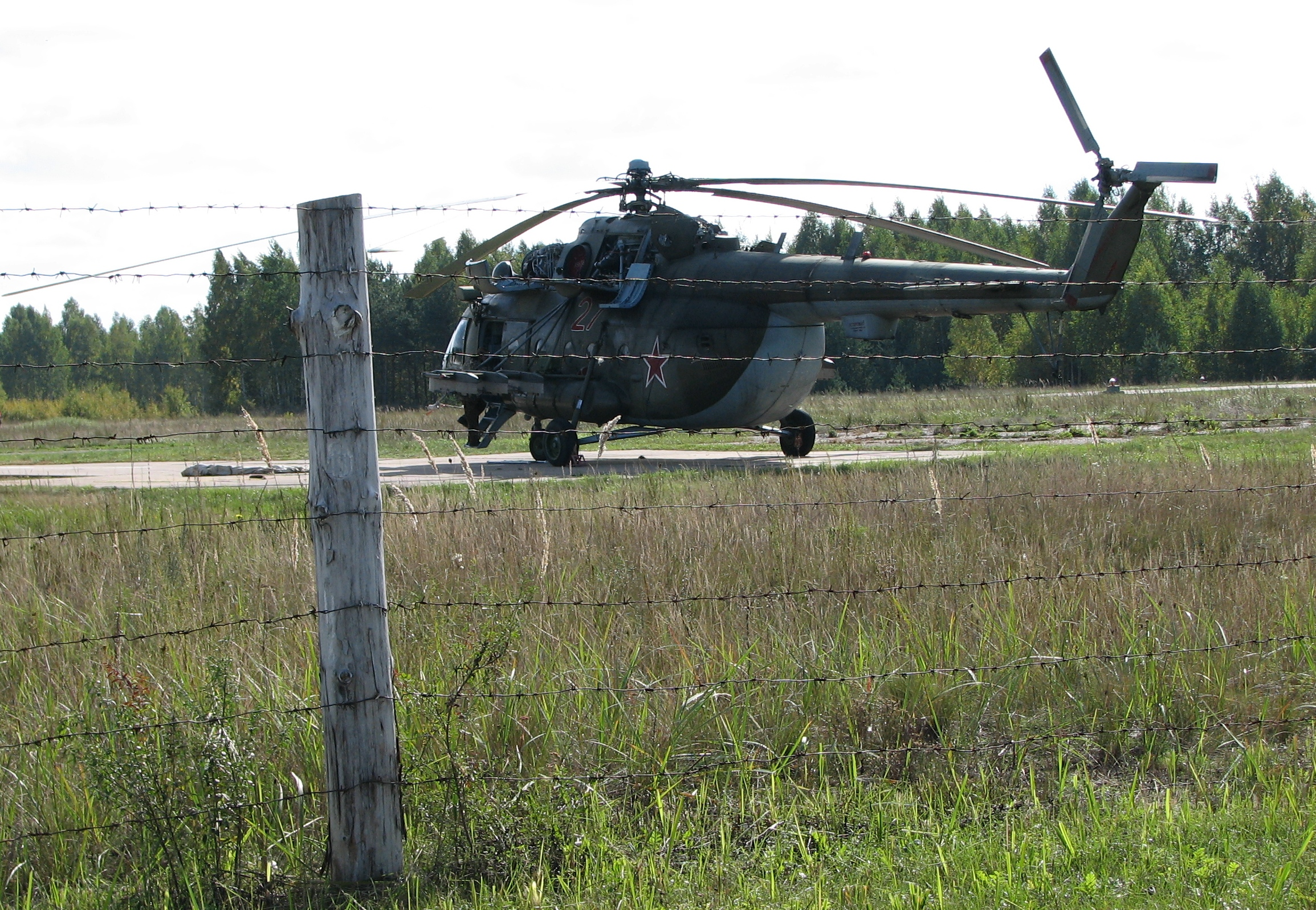
Стоянка Ми-8
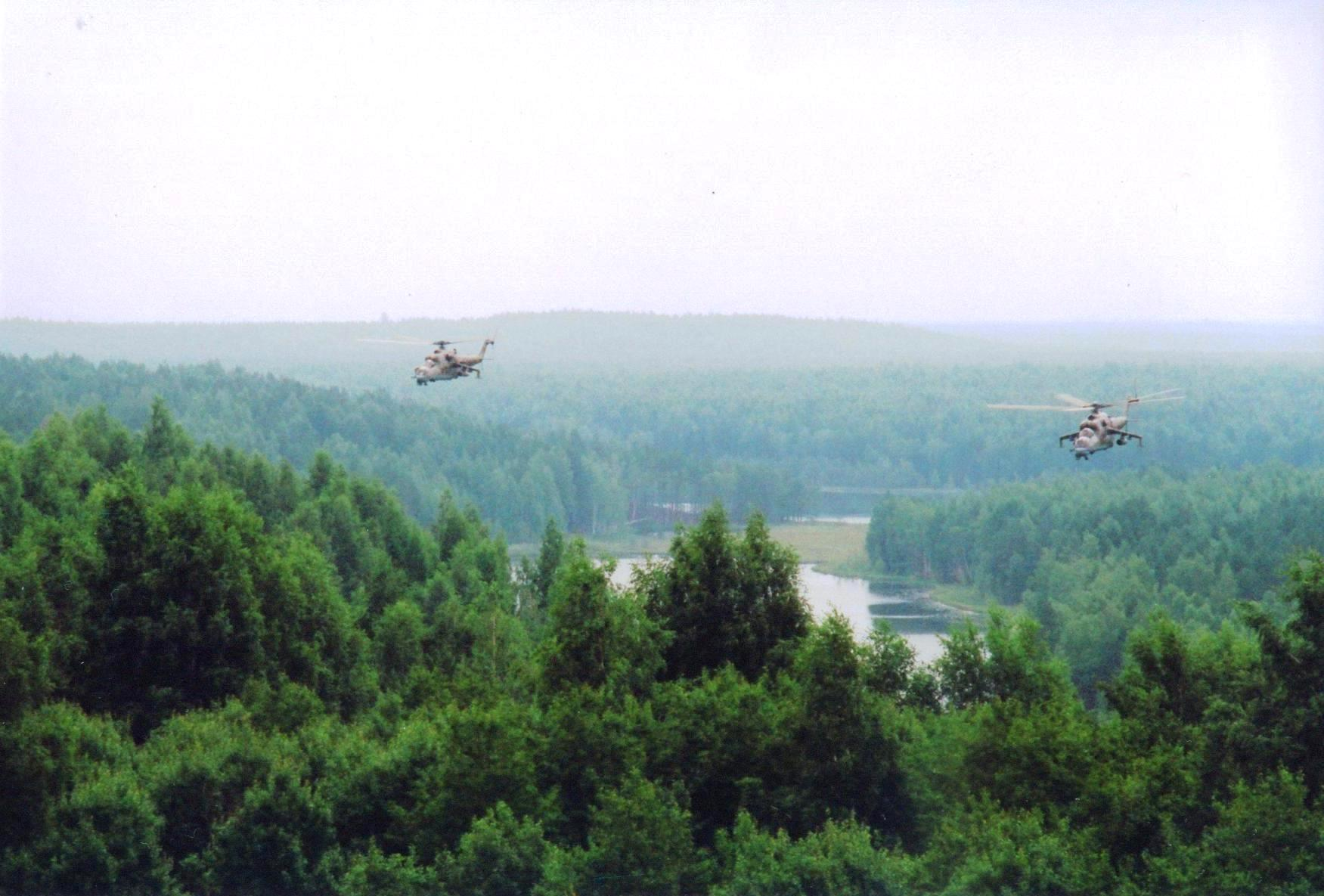
Пара Ми-24 на полигоне
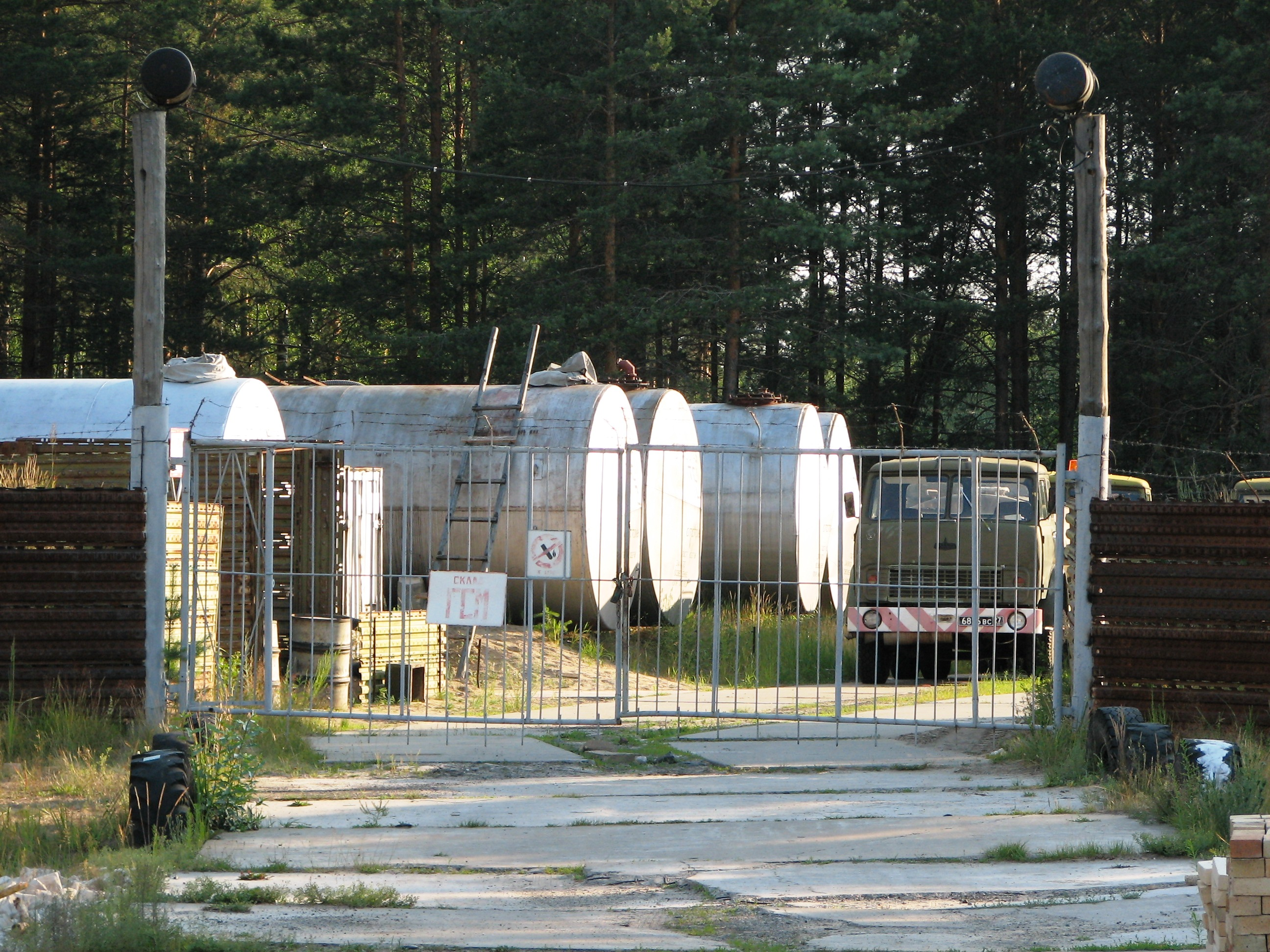
Склад ГСМ
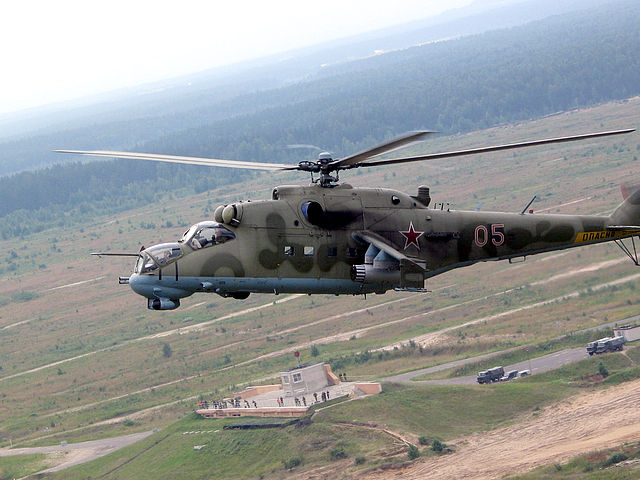
Ми-24 в небе над полигоном

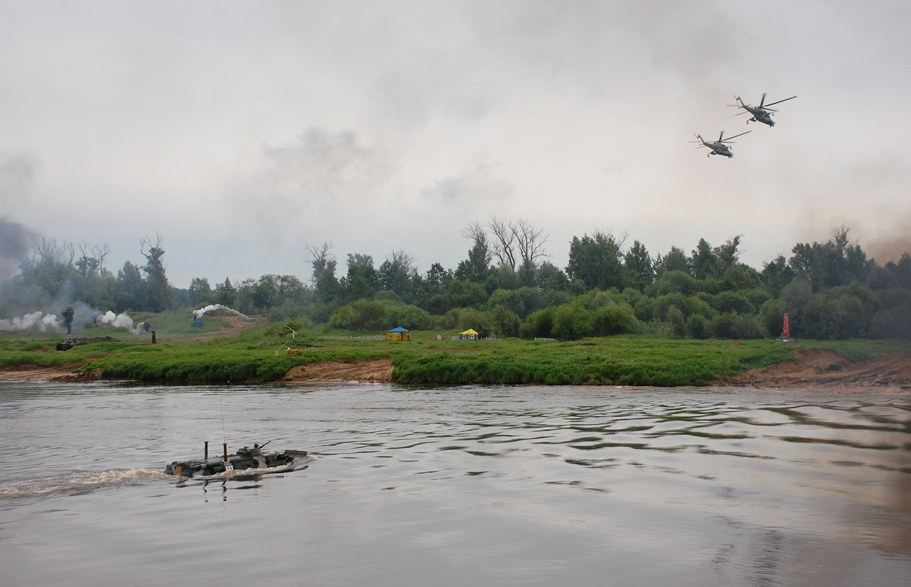
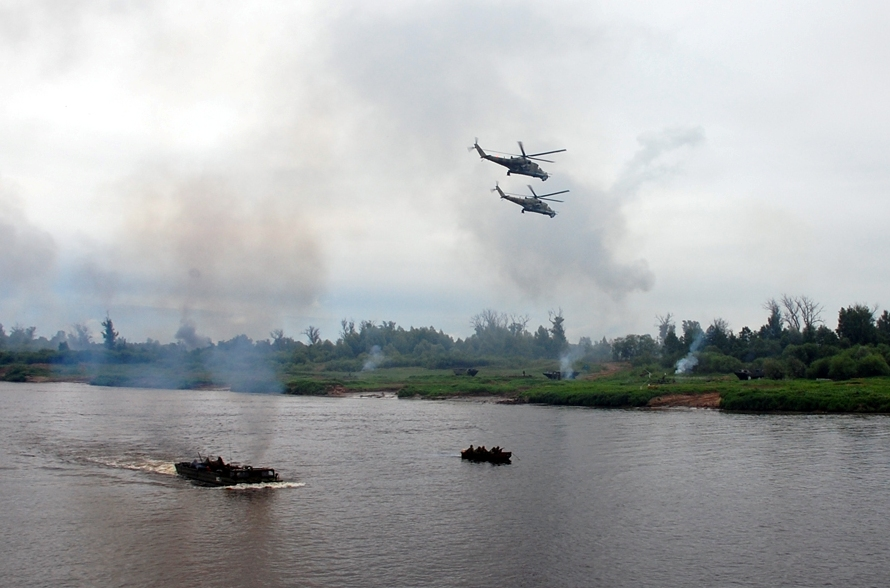
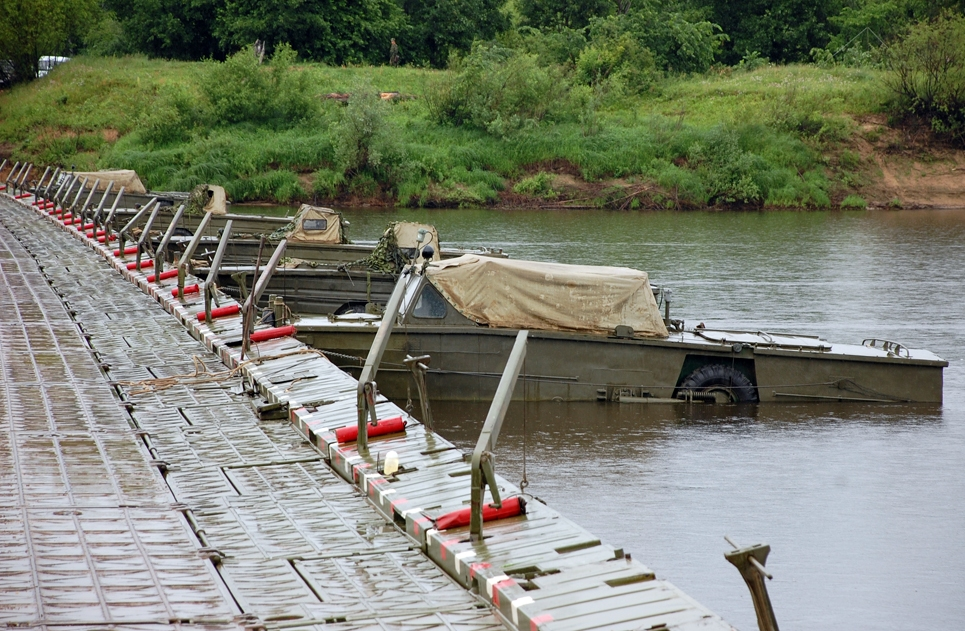
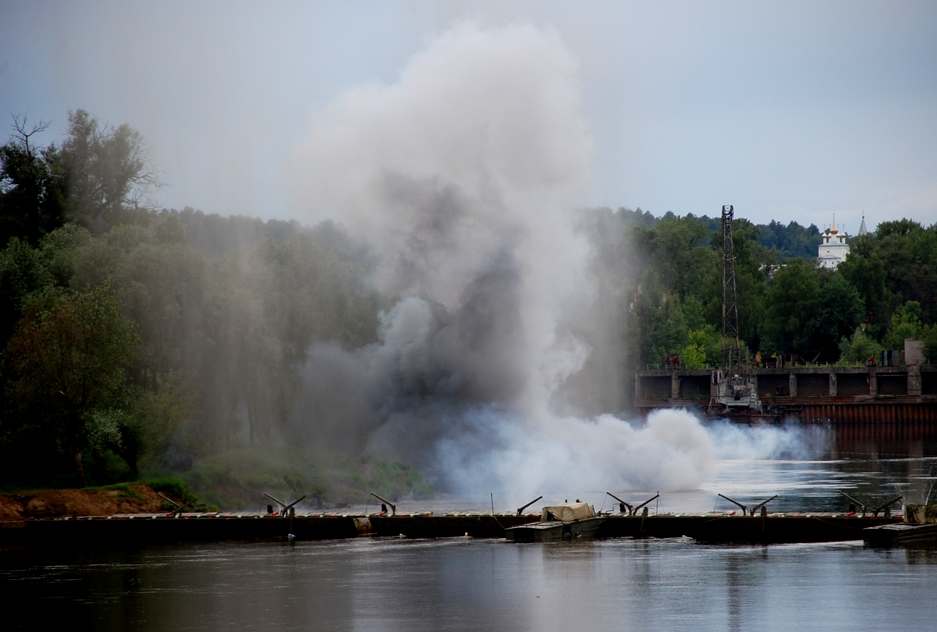
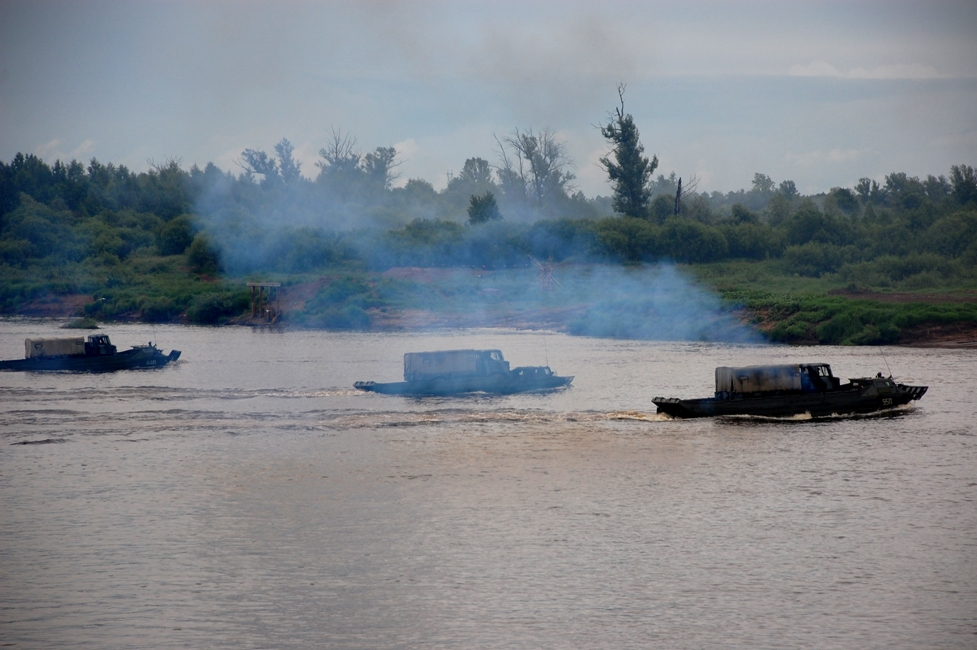

Маневры на «переправе»

## Праздники, торжественные даты
- День Военно-воздушных Сил Российской Федерации — 12 августа, ежегодно;
- День Армейской Авиации — 28 октября, ежегодно;
- День Части (в/ч 31481) — 01 декабря, ежегодно.